# 陳筑藩
陳筑藩（1946年9月25日—），生於湖南汉寿，前中華民國憲兵憲兵司令部中將副司令，中國國民黨台北市黨部副主委、國民黨黃復興黨部所屬黃國梁支部主委。

## 生平
因國共內戰影響，1948年，陳筑藩三岁时和姐随父母去台湾。畢業於中華民國陸軍官校第37期。
陳筑藩憲兵司令部中將副司令退休後，曾多次參與退伍將領團到大陸參訪。當遭台灣媒體質疑時，陳筑藩指與對岸退役將領以球會友，是基於對大陸家屬、親朋好友的情感、互相交流而已，外界應予體諒。
檢方指控，陳筑藩於2004年起，至中國探親，與上海市国家安全局副局長王平、顧乃生、夏傳捷、瞿曉明等中國情治人員認識，居中引薦前國防部特勤室情報官陳蜀龍給對方。陳蜀龍向檢方承認，他曾經由陳筑藩，將台灣情資交給中國，其中包括「2020年陸軍建軍願景與戰力規劃」、「玉山08演習」簡報資料、「五都選舉研析」、「選情變數」、「黃國樑黨部台北市第十一屆市議員選舉輔選報告」、法輪功活動以及2008年總統馬英九就職演說稿等。
2013年2月27日，陳筑藩與陳蜀龍被檢方依涉嫌違反《國家安全法》起訴，為中華民國國軍方退役將領因觸犯兩法遭起訴層級最高的人士。
2016年5月18日，高院更一審，以證據不足，判決無罪。

## 引用來源
1. ↑  .   [2013-03-02]. （原始内容存档于2016-06-01）.
2. ↑  .   [2013-03-02]. （原始内容存档于2019-08-30）.
3. ↑  黃立翔. . 自由時報. 2013-03-02  [2013-03-02]. （原始内容存档于2013-05-31）.
4. ↑  . 蘋果日報. 2013-03-01  [2013-03-02]. （原始内容存档于2013-03-04）.
5. ↑  楊國文. . 自由時報. 2016-05-18  [2016-05-18]. （原始内容存档于2016-05-18）.